# Großmonra
Großmonra é uma localidade e antigo município da Alemanha localizado no distrito de Sömmerda, estado da Turíngia.
Pertence ao Verwaltungsgemeinschaft de Kölleda. Desde 31 de dezembro de 2012, forma parte do município de Kölleda.